# Parco nazionale Tiveden
Il parco nazionale Tiveden è un parco nazionale della Svezia, nelle contee di Örebro e Västra Götaland. È stato istituito nel 1983 e occupa una superficie di 1.350 ha.

## Flora
Tipica del Lago Fagertärn nel parco nazionale di Tiveden è la Nymphaea alba var. rubra, scoperta dal botanico Robert Caspary nel 1863.